# Старое (муниципальный округ Егорьевск)
Старое — деревня в муниципальном округе Егорьевск Московской области России.

## География
Деревня Старое расположена в юго-западной части Егорьевского района, примерно в 24 км к юго-востоку от города Егорьевска. По восточной окраине деревни протекает река Устынь. Высота над уровнем моря 113 м.

## История
Селение известно с середины XVI столетия. В Коломенских писцовых книгах 1577-1578 гг. при описании древней Раменской волости  сказано: "За Иваном Фёдоровым сыном Мишурина меньшом старая их вотчина сельцо Старое Должниково".
Перед отменой крепостного права деревня принадлежала поручику Павлу Павловичу Фёдорову, которому оно перешло по наследству от матери - Агафьи Андреевны Фёдоровой.
После 1861 года деревня вошла в состав Раменской волости Егорьевского уезда. Приход находился в селе Раменки.
До 1885 года помещичья земля была выкуплена егорьевским купцом Бардыгиным и крестьянское общество арендовало луг (14 десятин) у него.
В конце XIX века Н.М. Бардыгин обустроил возле деревни свою загородную усадьбу. В 1911 году он построил три деревянных и один кирпичный корпус, в котором собирался устроить училище мелиораторов, но училище так и не открылось. В одном из корпусов была начальная школа для крестьянских детей окрестных деревень. В 1921 году, сразу после гражданской войны там был создан Егорьевский сельскохозяйственных техникум. В 1964 году техникум был переведен в Дубну, а в деревне Старое на его базе создано сельское профессионально-техническое училище № 6 (ныне Коломенский аграрный колледж).
В 1926 году деревня входила в Старовский сельсовет Раменской волости Егорьевского уезда.
До 1994 года Старое входило в состав Раменского сельсовета Егорьевского района, а в 1994—2006 гг. — Раменского сельского округа.
Входит в состав сельского поселения Раменское.

## Демография
В 1885 году в деревне проживало 417 человек, в 1905 году — 509 человек (219 мужчин, 270 женщин), в 1926 году — 325 человек (152 мужчины, 173 женщины). По переписи 2002 года — 97 человек (40 мужчин, 57 женщин). Население — 331 человек (2010).
| 1859 | 1868 | 1885 | 1905 | 1926 | 2002 | 2006 |
| ---- | ---- | ---- | ---- | ---- | ---- | ---- |
| 350  | ↗357 | ↗417 | ↗509 | ↘325 | ↘97  | ↗298 |
| 2010 |      |      |      |      |      |      |
| ↗331 |      |      |      |      |      |      |